# Kako z Akišina
Princezna Kako z Akišina (佳 子 内 親王, Kako Naišinnó, * 29. prosince 1994, Nemocnice císařské domácnosti) je druhá dcera japonského korunního prince a korunní princezny a členka japonské císařské rodiny. Je neteří císaře Naruhita a druhá vnučka emeritního císaře Akihita a emeritní císařovny Mičiko.

## Biografie
Princezna Kako se narodila 29. prosince 1994 v Nemocnici císařské domácnosti v Tokijském císařském paláci v Čijodě v Tokiu. V dubnu 2001 začala princezna Kako navštěvovat základní školu Gakušúin, kterou vychodila v březnu 2007. O měsíc později vstoupila do dívčí střední školy Gakušúin v Tokiu, kde maturovala v březnu 2013.
Ve dnech 7. až 21. srpna 2003 odjela se svými rodiči a sestrou do Thajska na oslavu 71. narozenin královny Sirikit.
Má starší sestru, Mako Komuro, a mladšího bratra, prince Hisahita.
Na základní škole krasobruslila. V roce 2007 reprezentovala krasobruslařský klub Meiji-jingu Gaien, se kterým se zúčastnila krasobruslařské soutěže pořádané Japonskou bruslařskou federací. Princezna Kako se umístila na špičce v divizi Šindžuku (ženská skupina B - šestý ročník základní školy nebo vyšší).

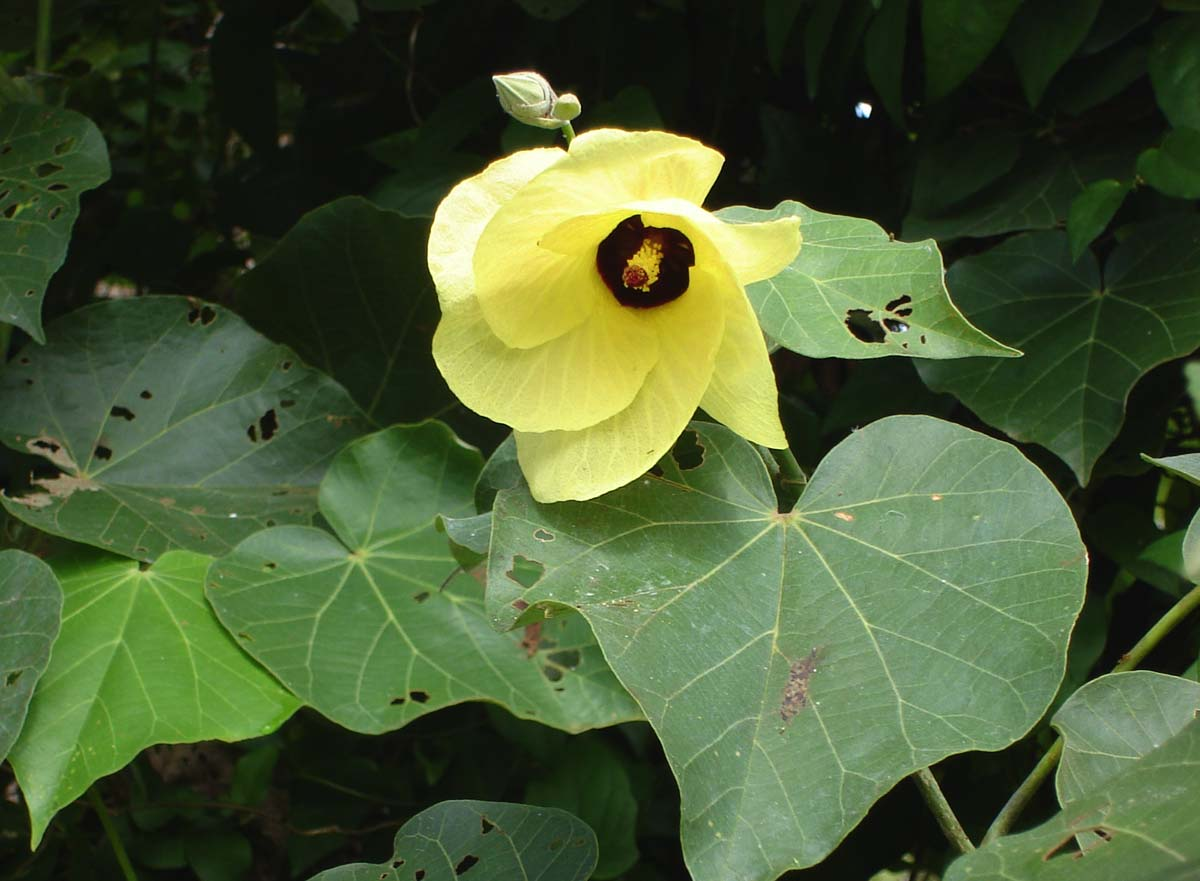
Ibišek mořský, hibiscus tiliaceus, určený císařský osobní znak Kako

V dubnu 2013 začala žít jako vysokoškolská studentka na Univerzitě Gakušúin. V srpnu 2014 zde ukončila studium na katedře pedagogiky a složila přijímací zkoušky na alma mater její starší sestry, na Mezinárodní křesťanskou univerzitu (ICU). Dne 2. dubna 2015 se na této univerzitě princezna zúčastnila slavnostního zahájení školního roku.
V roce 2017, v rámci zahraničního studijního programu ICU, vycestovala do Velké Británie, kde studovala na University of Leeds scénické umění a psychologii. Studium ukončila v červnu 2018. Studovala také na Trinity College Dublin.
V září 2019 zahájila svoji první oficiální sólovou zahraniční návštěvu a odjela do Rakouska a Maďarska, kde se setkala s hlavami států těchto zemí. V květnu 2021 začala pracovat na částečný úvazek pro Japonskou federaci neslyšících. Je čestnou patronkou Japonské tenisové asociace.

### Oficiální návštěvy
- září 2019 – Maďarsko a Rakousko
- listopad 2023 – Peru
- květen 2024 – Řecko

## Tituly a oslovení

Mon větve císařské rodiny Akišino

Kako je oslovována jako Její císařská výsost princezna Kako.

## Vyznamenání

### Národní vyznamenání
- Japonsko
  -  Velkostuha Řádu drahocenné koruny (29. prosince 2014)[10]